# Karakuri

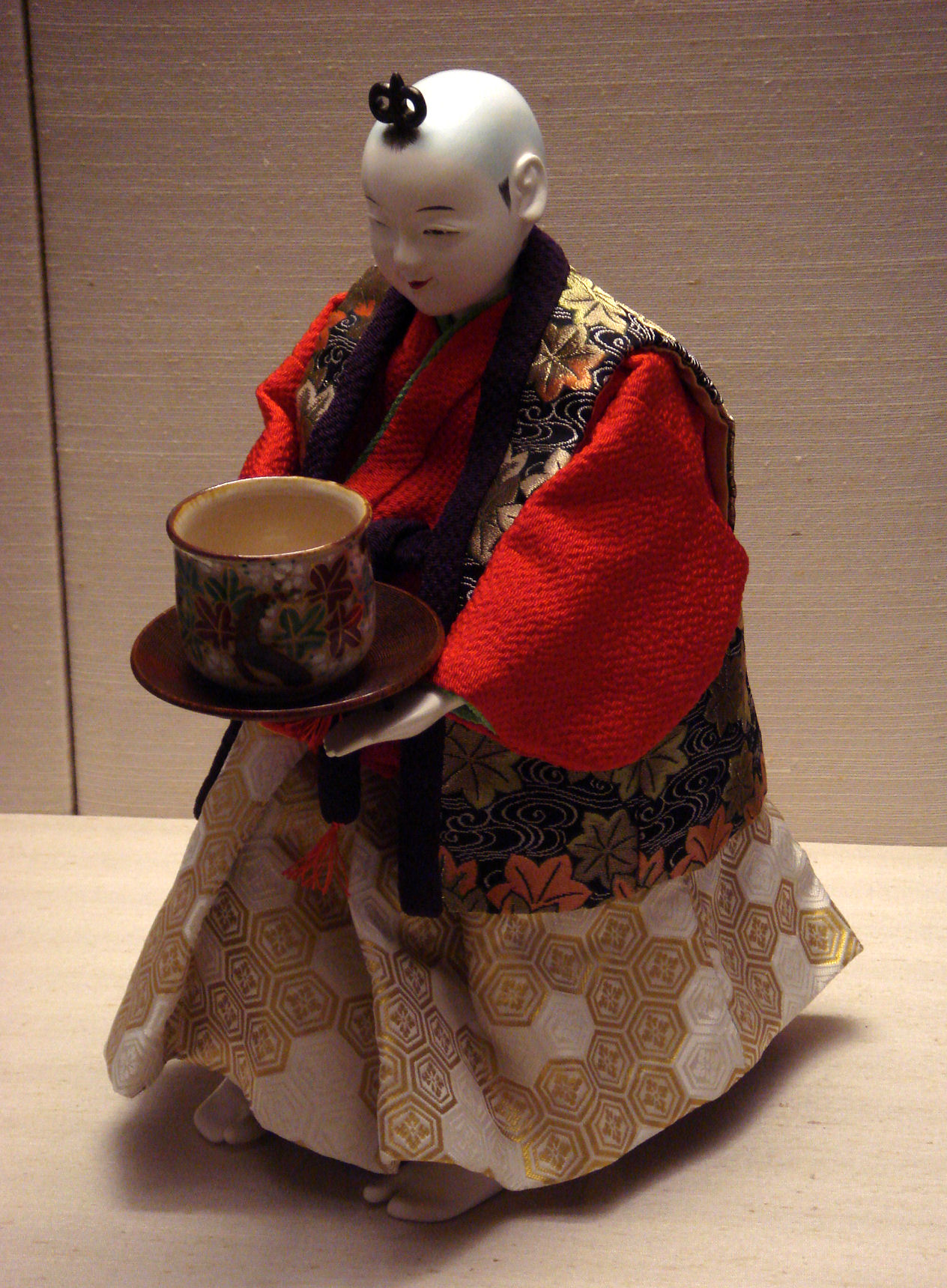
Karakuri-Chahakobi-pop

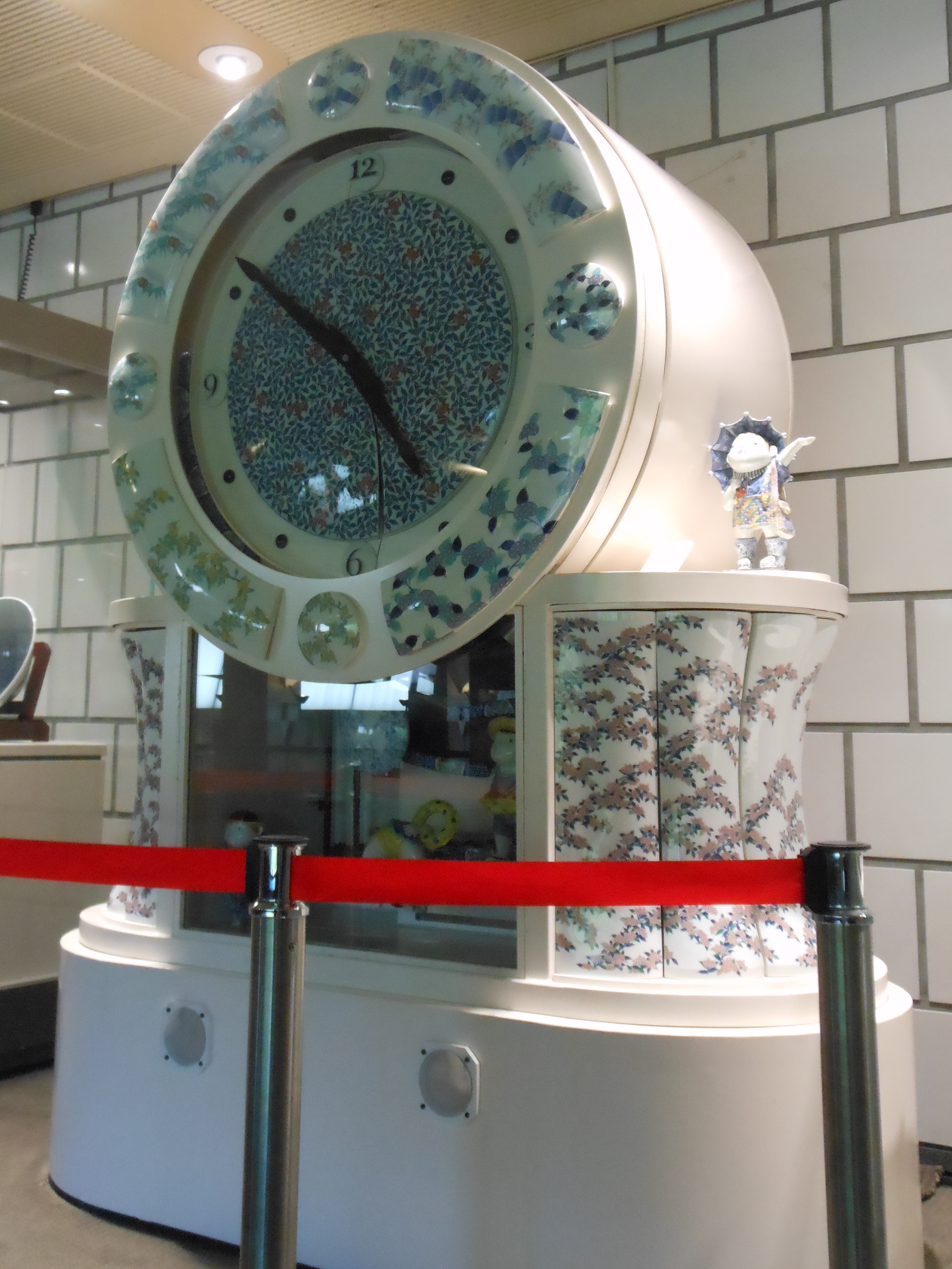
Porseleinen karakuri-klok in het Japanse Kyushu Keramiekmuseum, Arita

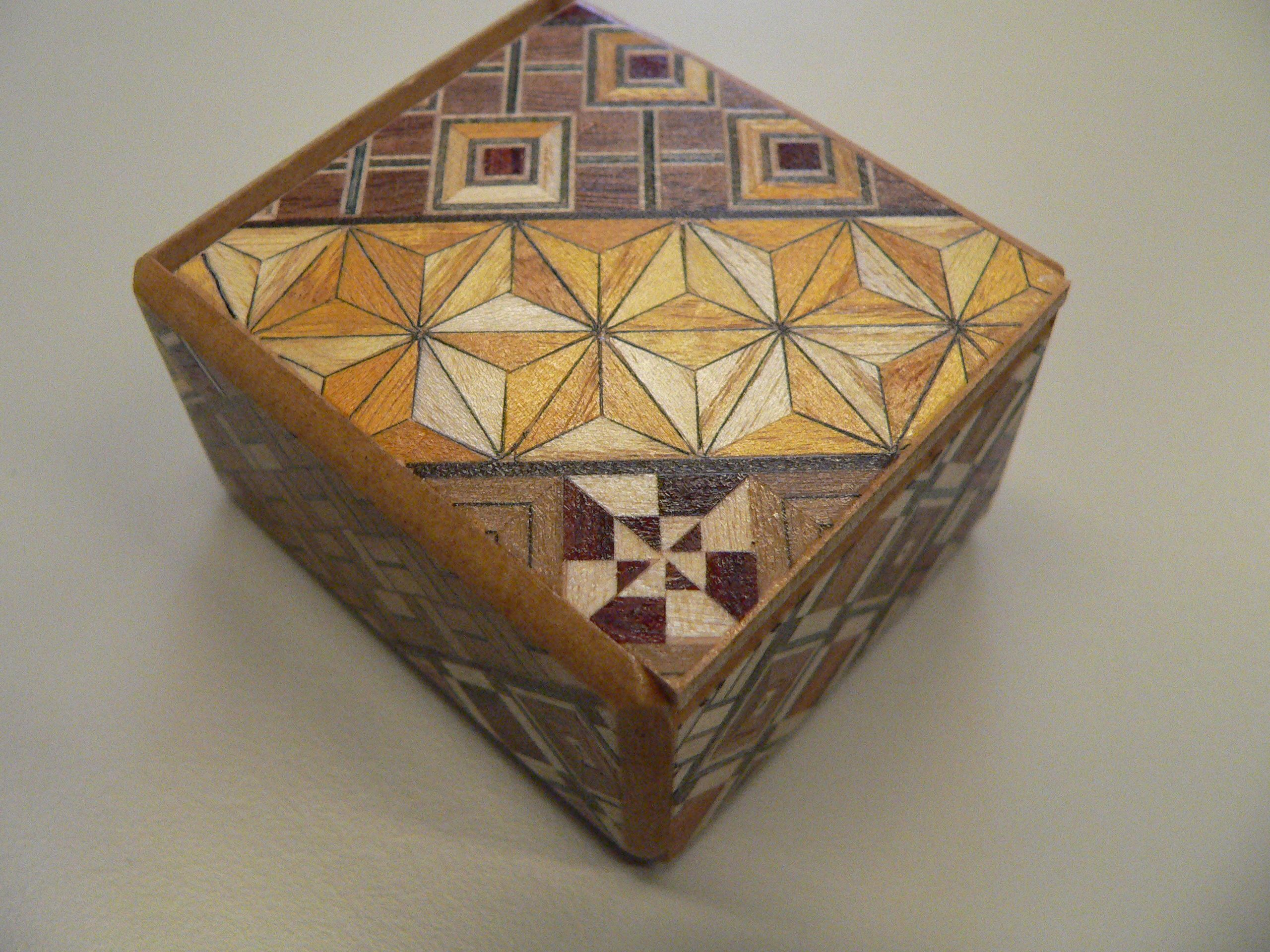
Karakuri-puzzeldoos

Karakuri (Japans: からくり) is een ruim 1500 jaar oude Japanse term voor een ingenieus mechanisch systeem (mechanisme) dat bestaat uit elementen die elkaar beïnvloeden, soms gaat het om een mechanisch apparaat met een extra gadget om iemand te plagen, te misleiden of te verrassen. Het gaat om het gebruik van mechanische apparaten of snufjes om een taak te volbrengen, in plaats van te vertrouwen op hydraulische, pneumatische of elektrische apparaten. Karakuri is in Japan vooral bekend geworden door de karakuri-poppen.

## Historie
De naam karakuri zou afkomstig zijn van het Japanse werkwoord karakuru, dat "aan een draad trekken, rekken en bewegen" betekent. Het wordt afwisselend in kanji geschreven als 絡繰り, 絡繰, 機巧, 機関, en archaïsch als 唐繰.
De oudste vermelding van Japanse karakuri is in het 4e jaar van keizer Saimei (658) en staat beschreven in de "Nihonshoki" kroniek.

## Vormen

### Karakuri-speelgoed
In Japan zijn er vele soorten karakuri-speelgoed en veel ervan worden als souvenir verkocht. Er is een bloeiende export-industrie ontstaan in het bewegende speelgoed, wat kan worden gemaakt van verschillende materialen, zoals onder andere; metaal, hout, kunststof alsook van papier.

#### Karakuri-pop
- De Karakuri-pop (Japans: からくり人形, karakuri ningyō) is een traditionele Japanse gemechaniseerde pop of automaat, welke in de 17de eeuw tot de 19de eeuw erg bekend is geworden. Er zijn poppen met verschillende gadgets, zoals poppen die kunnen pijl schieten, schrijven of traplopen. De karakuri-pop kan worden gezien als de voorloper van de robot.

#### Karakuri-muziekdoos
- Karakuri-muziekdoos is een Japans mechanisch doosje waar muziek uit komt, vaak uitgevoerd in combinatie met een bewegend danseresje.

### Karakuri-puzzeldoos
Karakuri-puzzeldoos is gebaseerd op de traditionele ambachten van de regio's Hakone en Odawara in Japan, waar ze voor het eerst gemaakt werden in 1893, bekend als de "geheime doos". Het openen van zo'n doosje gaat in een aantal achtereenvolgende stappen, het aantal stappen kan sterk verschillen per doosje.

### Karakuri-klok
De karakuri-klok is een Japanse klok met extra gadgets, zoals onder andere: poppen, dieren of treintjes die tevoorschijn komen of anderszins verrassen. De eerste mechanische klok in de wereld wordt toegeschreven aan de Chinese uitvinder Yi Xing in 725 AD. Zijn klok was eigenlijk een astronomisch instrument dat door vallend water werd aangedreven. Later werd het mechanisme overgenomen door de Japanners.

### Karakuri-kaizen
Karakuri-kaizen (Japans: からくり改善), het Japanse woord 改 (“kai”) betekent “veranderen” en 善 (“zen”) betekent “goed” en karakuri-kaizen is een Japanse filosofie welke de mechanische ontwikkelingen (gadgets) continu stimuleert om een productieproces makkelijker en beter te laten verlopen voor de persoon of personen die ermee te maken hebben, de persoon staat hierin centraal. Dit gaat zelfs verder dan de Europese Arbowet, het is meer een optimalisatie in de puurheid van het woord, zonder gebruik te maken van elektriciteit, hydrauliek of pneumatiek. Karakuri-kaizen is ontstaan in Japan na de Tweede Wereldoorlog en het heeft verschillende pluspunten boven de huidige industriële filosofie, de voordelen zijn; 
- Goedkoper (low-cost automaton)
- Gemakkelijker te onderhouden en te verbeteren
- Meer persoonlijke betrokkenheid en teamverantwoordelijkheid
- Verbeterde veiligheid en ergonomie
- Verbeterde kwaliteit door verminderde menselijke fouten
- Verminderde uitval van machine en werknemer (lichamelijk en geestelijk).

## Beroemde karakuri-producten

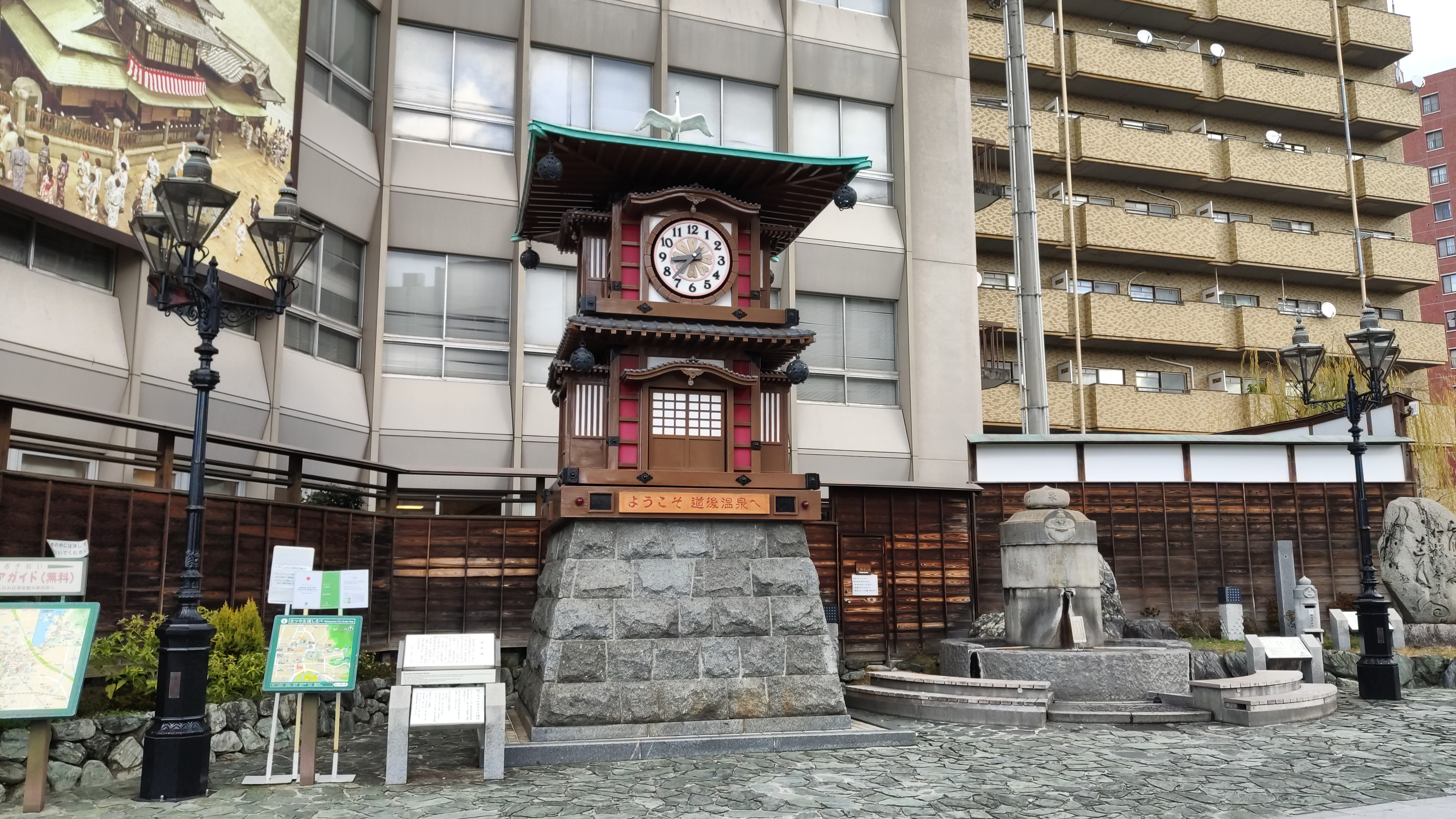
De Botchan-karakuri klok

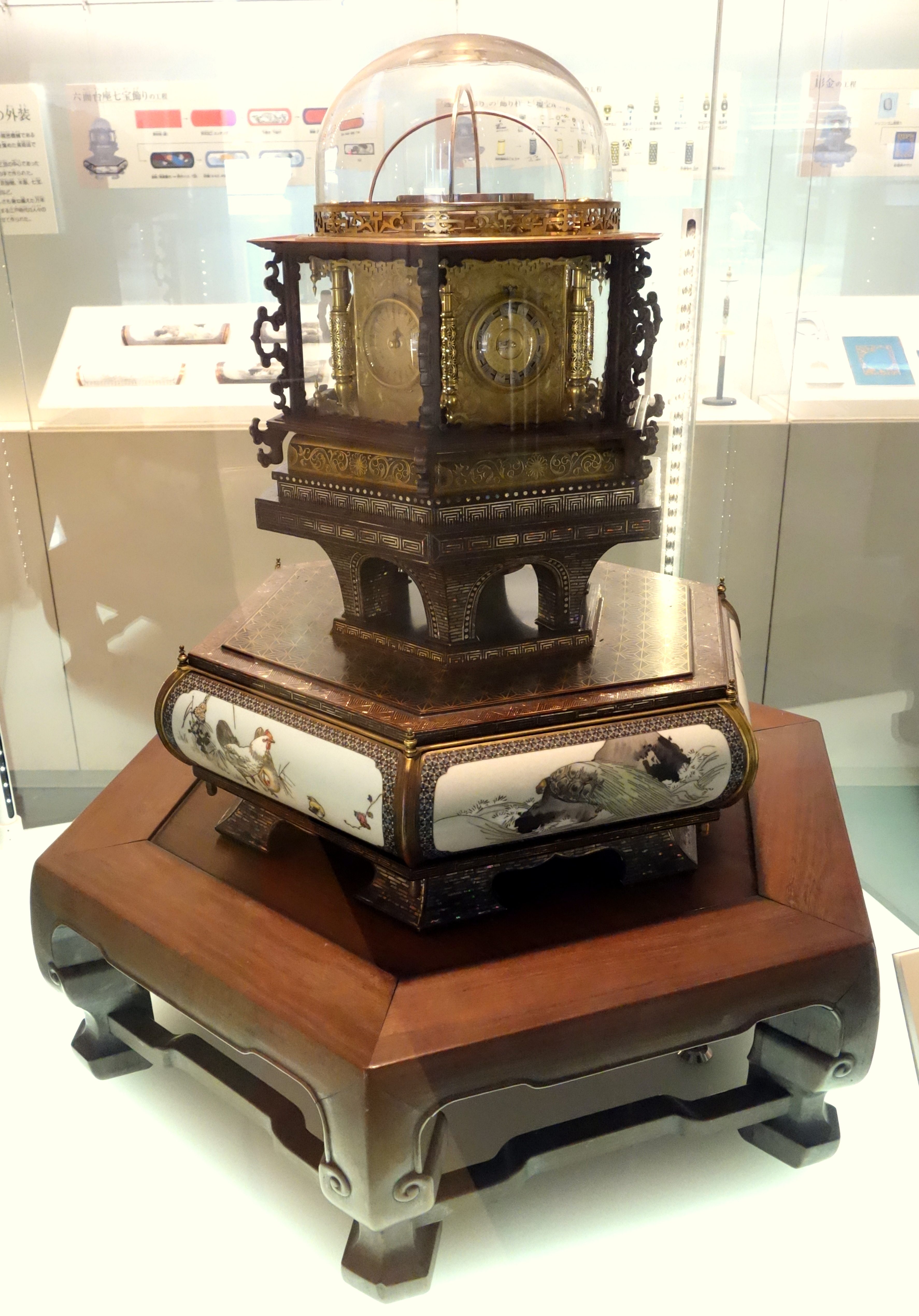
De myriade-jaarklok, National Museum of Nature and Science, Tokyo

- Chahakobi-pop. Wanneer een kom thee wordt geplaatst op de schotel die door de pop wordt vastgehouden, wordt de thee gedragen naar de plaats waar de klant zich bevindt, deze is van tevoren ingesteld. Wanneer de klant de kom thee oppakt blijft de pop wachten totdat de klant de lege kop terugzet op de schotel en vervolgens brengt de pop de lege kop terug naar zijn oorspronkelijke plaats.
- De myriade-jaarklok, uitgevonden door Hisashige Tanaka in 1851, is een type klok met een hoofdveer en heeft een verbazingwekkende looptijd van een jaar wanneer hij eenmaal is opgewonden. Deze klok is aangewezen als een "Belangrijk Cultureel Bezit".
- De Botchan-karakuri-klok in Matsuyama, Ehime, Japan is een van de mooiste karakuri-klokken. Elk uur van 8.00 uur tot 22.00 uur komt de klok in beweging en komen de personages van de Japanse novel Botchan (坊っちゃん), onder begeleiding van muziek uit de klok.

### Anders
- Karakuri Circus (en)

- Library of Congress Control Number: sh85082753
- Bibliotheek van het Japanse parlement: 00565032
- Nationale Bibliotheek van Israël: 987007558142705171